# Kingswood, Warwickshire
Kingswood är en by i Warwickshire i England. Byn är belägen 11,7 km 
från Warwick. Orten har 1 159 invånare (2015).